# Lübbrechtsen
Lübbrechtsen è una frazione (Ortsteil) del comune di Duingen, nel land della Bassa Sassonia, in Germania.

## Storia
Già comune autonomo nel circondario di Alfeld, fu soppresso e incorporato a Hoyershausen il 1º marzo 1974; insieme con Hoyershausen, fu unito a Duingen il 1º novembre 2016.